# Mithilgen
Mithilgen (auch Misthilgen) ist ein Gemeindeteil  von St. Wolfgang im oberbayerischen Landkreis Erding.

## Geographie

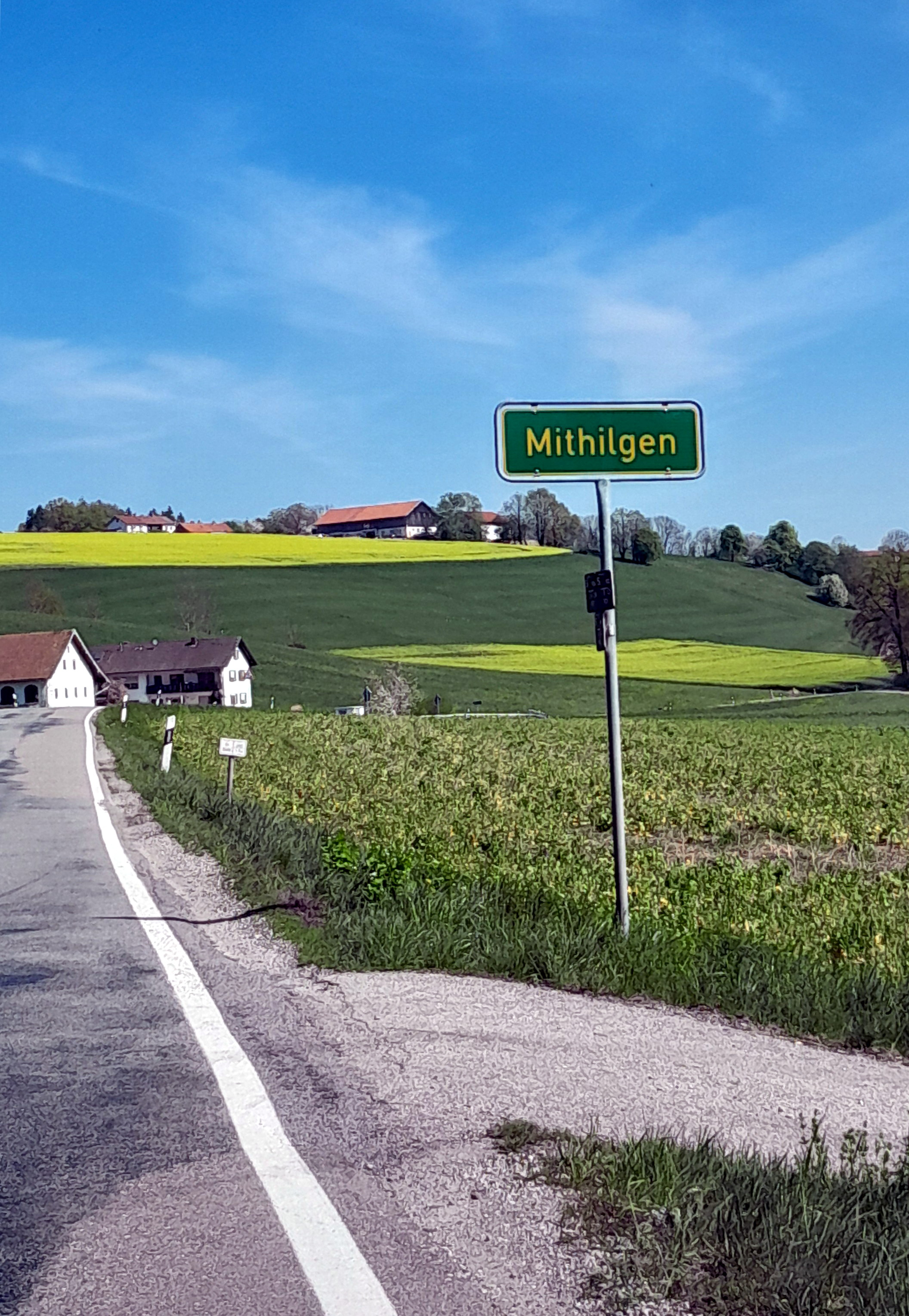
Ortshinweistafel Mithilgen

Die Einöde Mithilgen liegt 3,5 Kilometer nordwestlich vom Rathaus von Sankt Wolfgang. Sie liegt 1,5 Kilometer südlich der Bundesautobahn A 94 zwischen deren Ausfahrten 14 (Lengdorf) und 15 (Dorfen).

## Bevölkerungsentwicklung
Um 1871 gab es in Mithilgen fünf Einwohner. Im Mai 1987 lebten dort vier Einwohner in einem Wohngebäude.
| Jahr      | 1871 | 1925 | 1950 | 1970 | 1987 |
| Einwohner | 5    | 6    | 5    | 7    | 4    |